# Cosmo 4
Cosmo4 var en popgrupp med fyra medlemmar, Ulrika Liljeroth (svensk), Jenny Rogneby (svensk/etiopisk), Yasmine Qin (kinesisk) och Rudina Hatipi (svensk/kosovoalbansk). Carin da Silva var förut med i gruppen, men lämnade den i augusti 2006 för att avsluta sina studier till musikalartist. 
Cosmo4 har haft radiohits med låtar som Mexico, Peek-A-Boo och Adios Amigos, producerade av Lionheart International. Låten Mexico är en omgjord version av Johnny Horton's sång från 50-talet: The battle of News Orleans. De medverkade i den svenska Melodifestivalen 2007 med låten What's Your Name?, skriven av Kent Olsson, Niklas Edberger och Henrik Wikström, i hopp om att bli Sveriges representanter i Eurovision Song Contest 2007 men kom på 5:e plats i delfinal nummer 2 som gick i Göteborg den 10 februari 2007. Genom femteplatsen så missade de precis att gå vidare till andra chansen och blev därmed utslagna ur tävlingen.

## Diskografi

### Singlar
- 2004 - Mexico /Karaoke Version/Music Video
- 2006 - Peek-A-Boo /Soundfactory Club Mix/Soundfactory Dub Mix/Karaoke Mix
- 2006 - Adios Amigos Radio Version/Soundfactory Club Mix/Soundfactory Dub Mix/Karaoke Version/The Video
- 2007 - What's Your Name? Radio Mix/Oscar Holter Radio Remix/Oscar Holter Club Remix/Rubicon Remix/Electrolight Remix/Undercover Remix/Karaoke Mix